# Dalselv
Dalselv est une localité du comté de Nordland, en Norvège.

## Géographie
Administrativement, Dalselv fait partie de la kommune de Rana.